# Vyana
Vyāna (devanāgarī: व्यान) est un terme sanskrit qui correspond dans la philosophie indienne et plus particulièrement dans le Yoga au souffle vital qui est la synthèse des quatre autres souffles. Ces quatre autres souffles vitaux sont par ordre alphabétique : apāna, prāṇa, samāna et udāna.